# Milicz
Milicz è un comune urbano-rurale polacco del distretto di Milicz, nel voivodato della Bassa Slesia.
Ricopre una superficie di 435,61 km² e nel 2004 contava 24 308 abitanti.